# Никола Генович
Никола Генович е български публицист и издател от сръбски произход.

## Биография
Генович е роден през 1882 година град Белград тогава в Кралство Сърбия Той е редактор и издател на вестник „Турция“ (1864 – 1873, Цариград), отявлен туркофилски вестник, за който интересите на българския народ съвпадат с интересите на Османската империя, а отношението му към революционното движение е предателско.
Вестникът се печата в печатницата на Курие д'Ориан и излиза всяка събота (3 печатни коли, 28х41 см). В редактирането на вестника, освен Генович, са взимали участие Петко Р. Славейков, Иван Богоров и Тодор Икономов.
Осмиван е нееднократно в публицистиката на Христо Ботев (например в „O, tempora! o, mores!“, „Длъжностите на писателите и на журналистите“).
Генович умира в Русе на 22 май 1912 година.